# Domingo Martínez (beisbolista)
Domingo Emilio Martínez Lafontaine (nacido el 4 de agosto de 1965 en Santo Domingo) es un ex primera base dominicano que jugó para los Azulejos de Toronto en las Grandes Ligas de Béisbol, y para los Seibu Lions y Yomiuri Giants en la Liga Japonesa. Actualmente trabaja como scout para los Chunichi Dragons.

## Carrera
Martínez fue firmado por los Azulejos de Toronto en 1984, y pasó varios años en las ligas menores antes de hacer su debut en Grandes Ligas en 1992. Jugó en ocho juegos ese año, y 7 partidos en 1993 antes de ser canjeado a los Medias Blancas de Chicago. No jugó en las Grandes Ligas con los Medias Blancas, y fue firmado por los Seibu Lions en 1997.
Él esperaba ser el bateador del equipo, en sustitución de Kazuhiro Kiyohara, que había firmado con los Yomiuri Giants. Martínez mostró pocas esperanzas en los juegos de pretemporada, y el mánager de los Seibu Lions, Osamu Higashio pidió incluso que el equipo firmara a otro jugador en su lugar. Sin embargo, Martínez fue mejorando gradualmente, y se estableció como un bateador de poder en el inicio de la temporada regular. Luego pasó a jugar toda la temporada como bateador designado del equipo. Fue galardonado con el Best Nine Award en 1997, y sus apariciones en el torno hicieron de él una figura popular entre los aficionados, quienes lo apodaron Maruchan. Continuó su éxito el año siguiente, llegando a más de 30 jonrones con 90 carreras impulsadas, pero fue despedido durante la postemporada de 1998 debido a su poca velocidad y su pobre fildeo. Los Seibu Lions prescindirían de la presencia de Martínez en la siguiente temporada, mientras que la falta de poder les impidió ganar campeonatos consecutivos de la liga.
Martínez pasó los primeros meses de 1999 jugando en la Liga Mexicana, pero fue llamado de vuelta a Japón por los Yomiuri Giants, quienes lo firmaron en junio. Martínez fue ineficaz como bateador emergente, pero contribuyó grandemente después de convertirse en el jardinero izquierdo regular.  Continuó con sus habilidades de bateo, pero su pobre fildeo llevó al personal de lanzadores de los Yomiuri Giants a solicitar que lo dejaran fuera del roster en entradas posteriores. También jugó la primera base, mientras Kazuhiro Kiyohara estaba lesionado, y jugó muy bien al principio del año 2001 tomando el lugar del propio Kiyohara. Sin embargo, fue relegado a la banca después de que Kiyohara regresara, y ganó algo de peso extra después de haber sido incapaz de volver a jugar. Se retiró después de que su contrato expiró a finales de 2001, y se convirtió en scout de los Chunichi Dragons en 2006.